# Miliónová bankovka (film)
Miliónová bankovka (anglicky The Million Pound Note, alternativně též uváděn jako Man with a Million) je britská romantická filmová komedie z roku 1954 režiséra Ronalda Neameho s Gregory Peckem v hlavní roli. Snímek byl natočen na motivy povídky Marka Twaina Miliónová bankovka (ze sbírky Miliónová bankovka a další příběhy).

## Děj
Děj filmu vypráví neobvyklý příběh amerického jachtaře Henryho Adamse (Gregory Peck), který se kvůli bouři v Atlantiku náhodně a nechtěně ocitne v Londýně hladový a zcela bez peněz. Zde se pak náhodně stane objektem neobvyklé sázky dvou bohatých bratrů. Ti mu na jeden měsíc zapůjčí neobvyklou bankovku v hodnotě 1.000.000 liber šterlinků. Bratři se totiž vzájemně vsadili, že se mu miliónovou bankovku za měsíc nepodaří nikde rozměnit a přitom se mu bude dařit velmi dobře (což se opravdu potvrdí). Henry se má jeden měsíc nejen dobře, ale stačí ještě vydělat na burze zhruba 20.000 liber a seznámit se a zamilovat do půvabné dcery vévodkyně.

## Hrají
- Gregory Peck	- Henry Adams
- Ronald Squire	- Oliver Montpelier
- Joyce Grenfell		- vévodkyně z Cromarty
- A. E. Matthews		- vévoda Frognal
- Maurice Denham		- Mr. Reid
- Reginald Beckwith	- Rock
- Brian Oulton		- Lloyd
- Wilfrid Hyde-White	- Roderick Montpelier
- John Slater		- Parsons
- Hartley Power	- Lloyd Hastings
- George Devine		- majitel domu
- Bryan Forbes		- Todd
- Gudrun Ure		- Renie

## Poznámka
V roce 1987 vznikl podle téhož literárního námětu československý televizní film Miliónová láska, šlo o hudební komedii režiséra Jana Bonaventury.